# Blanksvart trämyra
Blanksvart trämyra (Lasius fuliginosus) är en myrart som också kan kallas svartglänsande trämyra eller lacksvart trämyra. 

## Kännetecken
Den blanksvarta trämyran lever i samhällen och arten påminner till utseendet mycket om den vanliga svartmyran, men är något större och har en mer glansig svart färg än denna och brunaktiga käkar och antenner. Arbetarna har en kroppslängd på 4 till 6 millimeter. Drottningarna blir något större, ungefär 6 till 6,5 millimeter. Hanarna blir endast omkring 4,5 millimeter. Ett kännetecken för arten är också dess apelsinliknande lukt.

## Utbredning
Förekommer i Europa och Asien. I Europa är den vanligast i de centrala delarna och mindre vanlig längre norrut.

## Levnadssätt
Den blanksvarta trämyran livnär sig främst på honungsdagg från bladlöss. Från boet till platsen där bladlössen finns använder de ofta särskilda vägar. Vanligen bygger den sitt bo i ihåligheter i död ved, men arten kan även bygga bo i friskt trä. Arbetarna använder en massa av söndertuggat trä blandad med speciella körtelutsöndringar för att bygga upp boet och konstruktionens väggar stabiliseras genom odlandet av en särskild svamp, Cladotrichum myrmecophilum, vars mycelium genomväver de tunna väggarna och ökar deras hållfasthet. 
Förhållandet mellan myran och svampen är ett exempel på ömsesidig symbios, eftersom båda arterna har nytta av varandra, då den blanksvarta trämyran olikt många andra svampodlande myror inte äter svampen, utan endast odlar den i syftet att förstärka boets konstruktion. 
Om boet störs eller hotas kan myrorna producera utsöndringar innehållandes dendrolasin och undekan. Detta fungerar inom boet som en signal för beredskap till försvar och doften verkar också avskräckande på andra myrarter av släktena Lasius och Formica.

## Förhållande till människan
Den blanksvarta trämyran inrättar ibland sitt bo i olika typer av träkonstruktioner, till exempel i hus, vilket kan orsaka fuktskador.